# Мартен Брзосковски
Мартен Брзосковски (хол. Maarten Brzoskowski; Бест, 19. септембар 1995) холандски је пливач чија ужа специјалност су трке слободним стилом на дужим дистанцама. Холандски је рекордер у тркама на 400 метара слободним стилом у великим и малим базенима, некадашњи европски првак у трци штафета на 4×200 метара слободним стилом и учесник Олимпијских игара. 
По оцу је пољског порекла, а његов прадеда се доселио у Холандију током Првог светског рата.

## Спортска каријера
Брзосковски је дебитовао на међународној пливачкој сцени као јуниор, а прво велико такмичење на коме је наступио је било Европско јуниорско првенство у Антверпену 2012, где је заузео високо четврто место у финалу трке на 800 метара слободним стилом. 
Деби у сениорској конкуренцији је имао на Европском првенству у Берлину 2014, где је наступио у тркама на 400, 800 и 1.500 метара слободним стилом, а најбољи резултат му је било 13. место у трци на 800 метара. Годину дана аксније по први пут је наступио на Светском првенству које је те године одржано у руском Казању (16. на 800 слободно и 15. место на 1.500 слободно). Након тог првенства одустао је од пливања на 800 и 1.500 метара и фокусирао се на трке на 400 метара. Почетком децембра исте године пливао је у финалним тркама на 200 и 400 слободно (два шеста места) на Европском првенству у малим базенима у Нетањи.  
Највећи успех у дотадашњој каријери је постигао на Европском првенству у Лондону 2016, где је као члан холандске штафете на 4×200 слободно, заједно са Дресенсом, Столком и Версхуреном, освојио златну медаљу и титулу континенталног првака, уз нови национални рекорд. На том првенству је успео да се квалификује за наступ на предстојећим Олимпијским играма у Рију. У Рију је Брсосковски пливао у квалификацијама трке на 400 слободно, које је завршио на 18. месту, док је холандска штафета на 4×200 слободно, за коју је такође пливао у обе трке, у финалу испливала укупно седмо време.
Брзосковски је учествовао и на светским првенствима у Будимпешти 2017 (8. место на 4×200 слободно и 29. на 400 слободно) и Квангџуу 2019 (16. место у полуфиналу на 200 слободно).